# Hypeuthina
Hypeuthina là một chi bướm đêm thuộc họ Noctuidae.